# Cumbres de San Bartolomé
Cumbres de San Bartolomé is een gemeente in de Spaanse provincie Huelva in de regio Andalusië met een oppervlakte van 145,00 km². Cumbres de San Bartolomé telt 404 inwoners (1 januari 2016).

## Demografische ontwikkeling
Bron: INE, 1857-2011: volkstellingen